# Otto Klemperer
Otto Klemperer, född 14 maj 1885 i Breslau i Tyskland (nuvarande Wrocław i Polen), död 6 juli 1973 i Zürich i Schweiz, var en tysk dirigent och operadirektör.

## Biografi
Klemperer blev amerikansk medborgare 1937 och israelisk medborgare 1970.
Han studerade för Hans Pfitzner i Berlin. Under mellankrigsåren var han direktör och konstnärlig ledare för Krolloperan i Berlin och lät uppföra nya och då kontroversiella verk som Igor Stravinskijs Oedipus Rex och Paul Hindemiths Cardillac. Efter Krolloperans stängning 1931 och nazisternas maktövertagande 1933 emigrerade han till USA där han ledde Los Angeles Philharmonic. Efter en längre sjukdom återvände han till Europa för att bli chef för Budapest Opera (1947-1950), och därefter koncentrerade han sin verksamhet till London Philharmonia Orchestra - från 1955 var han orkesterns ledare.
Klemperer gästade Stockholm vid fyra tillfällen under åren 1946–1965, då han dirigerade Stockholms Filharmoniska Orkester (numera Kungliga Filharmonikerna). 
Otto Klemperer räknas till de allra största dirigenterna. Hans inspelning av Beethovens samtliga symfonier för EMI samt samme tonsättares opera Fidelio har blivit milstolpar i en ytterst omfattande skivproduktion.